# Arntzia gracilis
Arntzia gracilis is een zachte koraalsoort uit de familie Primnoidae. De koraalsoort komt uit het geslacht Arntzia. Arntzia gracilis werd in 1929 voor het eerst wetenschappelijk beschreven door Molander. 